# Feliz Natal
Feliz Natal est une municipalité brésilienne située dans l'État du Mato Grosso.